# Luis Moreno y Gil de Borja
Luis Moreno y Gil de Borja (Madrid, 1855-Madrid, 1917) fue un escritor y político español, intendente de la casa real española y primer marqués de Borja.

## Biografía

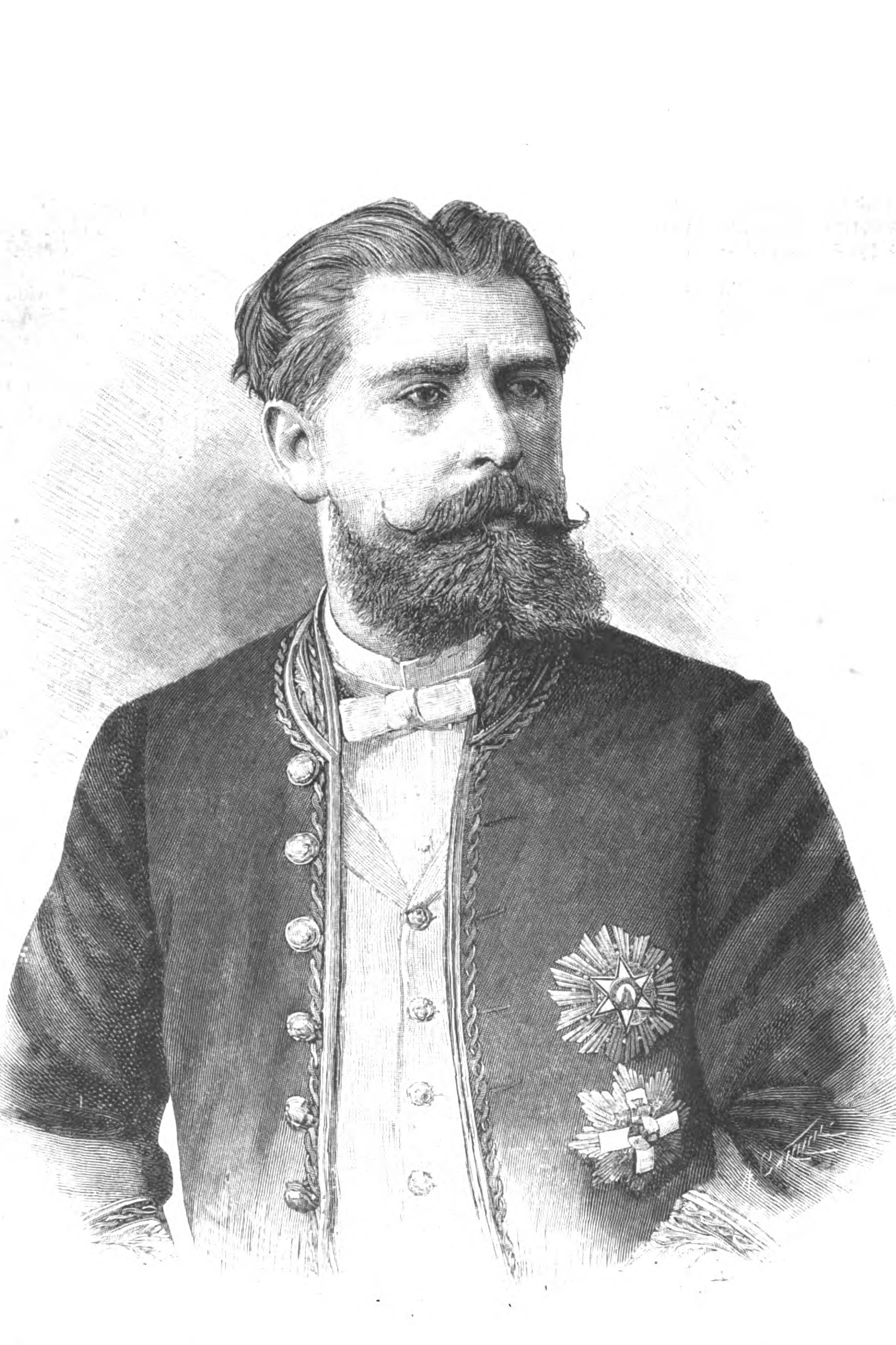
Retratado en las páginas de La Ilustración Española y Americana (1891)

Nació el 29 de septiembre de 1855 en Madrid. Fue intendente de la Real Casa y ostentó el título de marqués de Borja desde 1902. Soldevilla le describe como «una persona de vasta cultura, a cuya iniciativa se deben muchas de las grandes mejoras y reformas realizadas en el regio alcázar». Sucedió en su cargo regio a Fermín Abella, padre de la marquesa de Borja.
Poseía el título de abogado y mostró gran afición a los estudios históricos y literarios, habiendo publicado obras como una monografía del Panteón de Reyes y de Infantes de El Escorial. Como político obtuvo escaño de diputado a Cortes por el distrito gerundense de Figueras en las elecciones de 1884. Fue gentilhombre de cámara del rey y fue galardonado con una gran cruz de Isabel la Católica. Falleció el 15 de octubre de 1917, tras larga enfermedad, en Madrid.